# Communauté de communes des Vallées du Cristal
La communauté de communes des Vallées du Cristal (CCVC) est une ancienne communauté de communes française, située dans le département de Meurthe-et-Moselle en région Grand Est.

## Histoire
La communauté de communes est née de la fusion, le 1er janvier 2010, de la Communauté de communes du Cristal et de la Communauté de communes d'entre Meurthe et Verdurette, par arrêté préfectoral du 15 décembre 2009. 
Elle fusionne avec la communauté de communes du Lunévillois et dix autres communes pour former au 1er janvier 2017 la communauté de communes du Territoire de Lunéville à Baccarat.

## Composition
Cette communauté de communes est composées des 18 communes suivantes :
| Nom                   | Code Insee | Gentilé        | Superficie (km2) | Population (dernière pop. légale) | Densité (hab./km2) |
| --------------------- | ---------- | -------------- | ---------------- | --------------------------------- | ------------------ |
| Baccarat (siège)      | 54039      | Bachâmois      | 13,53            | 4 460 (2014)                      | 330                |
| Azerailles            | 54038      | Acervalliens   | 14,00            | 800 (2014)                        | 57                 |
| Bertrichamps          | 54065      | Bertrichampois | 19,66            | 1 084 (2014)                      | 55                 |
| Brouville             | 54101      | Brouvillois    | 9,70             | 133 (2014)                        | 14                 |
| Deneuvre              | 54154      | Danubriens     | 9,70             | 533 (2014)                        | 55                 |
| Flin                  | 54199      | Flinois        | 11,64            | 375 (2014)                        | 32                 |
| Fontenoy-la-Joûte     | 54201      |                | 10,89            | 291 (2014)                        | 27                 |
| Gélacourt             | 54217      | Gélacourtois   | 4,78             | 169 (2014)                        | 35                 |
| Glonville             | 54229      | Glonvillois    | 18,58            | 347 (2014)                        | 19                 |
| Hablainville          | 54243      | Hablainvillois | 7,59             | 219 (2014)                        | 29                 |
| Lachapelle            | 54287      |                | 10,17            | 271 (2014)                        | 27                 |
| Merviller             | 54365      |                | 12,40            | 366 (2014)                        | 30                 |
| Pettonville           | 54422      |                | 2,92             | 63 (2014)                         | 22                 |
| Reherrey              | 54450      | Reherrois      | 5,87             | 124 (2014)                        | 21                 |
| Thiaville-sur-Meurthe | 54519      | Thiavillois    | 4,47             | 546 (2014)                        | 122                |
| Vacqueville           | 54539      | Vacquevillois  | 9,96             | 251 (2014)                        | 25                 |
| Vaxainville           | 54555      |                | 3,59             | 98 (2014)                         | 27                 |
| Veney                 | 54560      |                | 3,45             | 53 (2014)                         | 15                 |

## Administration
Le Conseil communautaire est composé de 43 délégués, dont 8 vice-présidents.
| Période                                  | Période    | Identité      | Étiquette | Qualité                         |
| ---------------------------------------- | ---------- | ------------- | --------- | ------------------------------- |
| Les données manquantes sont à compléter. |            |               |           |                                 |
| janvier 2010                             | avril 2014 | Michel Boquel | DVD       | Maire de Deneuvre (depuis 2001) |
| avril 2014                               | En cours   | Christian Gex | SE        | Maire de Baccarat (depuis 2013) |